# Ozineus dimidiatus
Ozineus dimidiatus là một loài bọ cánh cứng trong họ Cerambycidae.